# Pelicans at the Zoo
Pelicans at the Zoo är en brittisk dokumentärfilm från 1898 producerad av British Mutoscope & Biograph Company. Filmen visar pelikaner som matas på London Zoo. Filmen är en mycket tidig film som handlar om djurs liv.